# Plutarco Elías Calles
Plutarco Elías Calles, född 25 september 1877 i Guaymas, Sonora, död 19 oktober 1945 i Mexico City, var en mexikansk politiker. Han tjänstgjorde som befälhavare i den konstitutionalistiska armén under mexikanska revolutionen och var Mexikos president 1924–1928. Han fortsatte därefter som landets de facto ledare under åren 1928–1935 och tvingades slutligen i exil år 1936. Som president förde Calles inledningsvis en progressiv, arbetarvänlig politik men med åren närmade han sig storföretagens intressen och anammade en pro-fascistisk linje. Känd är han även för sitt djupa förakt för Katolska kyrkan i Mexiko vilket skulle utmynna i ett flera år långt religiöst uppror.

## Uppväxt och tidig karriär
Francisco Plutarco Elías Campuzano föddes år 1877 i staden Guaymas och växte upp under fattiga förhållanden. Fadern var alkoholist och dessutom inte gift med modern, Maria de Jesús Campuzano, som avled 1880. Efter moderns död tog mostern Maria Josefa Campuzano och hennes man Juan Bautista Calles hand om systersonen, som tog efternamnet Calles efter sin morbror. Morbrodern var ateist vilket påverkade den unge Calles som blev djupt kritisk till Katolska kyrkans maktställning i landet. Calles hade många jobb, bland annat som bartender och skollärare, och visade tecken på politisk opportunism.
Calles stödde den pro-demokratiske Francisco Madero under mexikanska revolutionen och steg i graderna under de återkommande oroligheterna, utsågs till general år 1915 och ledde bland annat den konstitutionalistiska armén till seger mot Pancho Villa vid Agua Prieta. Samma år utsågs han till delstaten Sonoras guvernör och drev som sådan en reformistisk politik, byggde ett socialt välfärdsprogram för arbetarna i delstaten och fördrev det katolska prästerskapet. Åren 1915–1919 var Calles under tre korta mandatperioder delstatens guvernör för att år 1919 av president Venustiano Carranza utses till handels-, industri- och arbetsminister. Året därpå allierade sig Calles med Álvaro Obregón som störtade Carranza, själv upptog presidentposten och belönade Calles, som hade stort stöd av arbetarna, med posten som inrikesminister, vilken han besatt fram till 1923. År 1924 valdes Calles till Mexikos president för arbetarpartiet Partido Laborista Mexicano (LPM).

## Presidentskap
Som president försökte Calles de första åren att förverkliga sin progressiva, reforminriktade politik och stödde sig på bonde- och arbetarorganisationer som efter segern i revolutionen hade stora förväntningar på förbättringar i det mexikanska samhället, inte minst den inflytelserika fackliga centralorganisationen CROM som stödde honom. Calles genomförde jordreformer som kom att leda till de stora egendomarnas uppdelning till förmån för fattigbönderna, propagerade för social rättvisa, jämlikhet, bättre tillgång till utbildning, ökade rättigheter för arbetarna och demokratiskt styre. Sparsamhet i förvaltningen var ett av målen för hans politik, och redan 1925 avskedades 500 "generaler". Under Calles mandatperiod grundades år 1925 även centralbanken Banco de México och en finanspolitik med målet att sänka landets utlandsskulder fördes.

### Förstatliganden av utländsk egendom
Förstatliganden och omfördelningar av Mexikos jord och naturresurser ledde snabbt till att Plutarco Elías Calles kom i konflikt med mäktiga amerikanska intressen i landet. Denna skärptes sedan 1926 lagar antagits som försvårade eller omöjliggjorde utlänningars förvärv av land i oljedistrikten. Föregångaren Álvaro Obregón hade gått med på att garantera amerikanska och europeiska oljebolags investeringar i Mexiko i gengäld mot att USA gav diplomatiskt erkännande till dennes presidentskap, men Calles hänvisade istället till Mexikos författning som stadgade allt alla naturresurser under marken tillhörde den mexikanska staten. För detta stämplades Calles av amerikanerna snabbt som kommunist och USA:s utrikesminister Frank Kellogg krävde att Calles drog tillbaka alla lagar som hotade amerikanska jordegendomar i Mexiko, kompenserade alla amerikanska medborgare som fått sin jord förstatligad och hotade att inte stödja Calles regering om så inte skedde, vilket Calles tolkade som att USA tänkte stödja krafter som ämnade störta honom. Redan 1924 hade Sovjetunionens första ambassad i ett annat land öppnats i just Mexiko City vilket hade lett till en extremt antimexikansk stämning i grannlandet i norr. Calles vägrade ge efter i frågan om förstatligad utländsk egendom och menade att USA skulle sluta blanda sig i Mexikos interna angelägenheter men efter att konflikten nått en kulmen i början av 1927, då det började spridas rykten om att USA planerade invadera Mexiko, uppnåddes en kompromiss och Calles förhandlade med oljebolagen. 
Lagarna rörande utländsk egendom mildrades 1927-28 varefter förhållandet till USA förbättrades.

### Relationer med Katolska kyrkan
Plutarco Elías Calles fortsatte föra en häftig kamp med Katolska kyrkan, särskilt sedan han 1925 tagit parti för en schismatisk grupp inom denna och 1926 offentliggjort en plan att till staten dra in kyrkans egendomar och utvisa alla inte i Mexiko födda präster och munkar. 1926 stiftades lagar som ämnade skydda statens sekulära grund och så småningom förbjöds alla religiösa ordnar, Katolska kyrkan förlorade rätten att äga egendom och katolska präster förlorade sina medborgerliga rättigheter inklusive sin rösträtt. Många katoliker föraktade samtidigt Calles som var öppen med sin ateism. Samma år inleddes protester från troende katoliker som 1927 utmynnade i fullskaligt väpnat uppror mot regeringen, det så kallade cristeroupproret. Konflikten bilades inte under Calles presidenttid utan varade till år 1929.
Mexikos författning förbjöd omval av vare sig sittande eller tidigare presidenter, en viktig begränsning av presidentmakten som hade införts under revolutionen. Calles lät emellertid luckra upp förbudet år 1926 så att åtminstone icke direkta omval tilläts. I slutet av sin regeringstid närmade sig Calles sin företrädare på presidentposten Álvaro Obregón, som med hans hjälp valdes till president för andra gången år 1928. Sedan Obregón mördats av en katolsk fundamentalist i juli samma år valde Calles att inte sitta kvar som provisorisk president men erhöll istället posten som krigsminister i sin efterträdare Emilio Portes Gils regering.

## Maximato
Åren 1928-1934 kallas i mexikansk historia för Maximato då Plutarco Elías Calles, trots att han inte officiellt innehade presidentämbetet, de facto styrde landet och kontrollerade de sittande presidenterna som marionetter. För att inte låta ett politiskt vakuum inträffa efter Obregóns död utsåg sig Calles till "revolutionens högste ledare" (Jefe Máximo de la revolución) samtidigt som han släppte fram Emilio Portes Gil som provisorisk president i väntan på nya val. 1929 grundades Nationella revolutionära partiet (PNR) som officiellt skulle bära den mexikanska revolutionens ideal och hjälpa Calles konsolidera sin maktposition, men i motsats till vad som förespråkades under revolutionen övergav Calles gradvis sin progressiva, arbetarvänliga linje till fördel för allt mer auktoritära tendenser. I presidentvalet 1929 stödde Calles Pascual Ortiz Rubio som PNR:s kandidat och genom omfattande valfusk kunde Ortiz segra med 99,9 % av rösterna. Ortiz visade sig dock inte vara så lättpåverkad som Calles önskade, och därför tvingades han år 1932 att avgå och ersattes som president med den lojale Abelardo Rodríguez.
Under Abelardo Rodríguez presidentskap åren 1932-34 rörde sig Calles allt längre åt höger i politiken. Redan 1930 hade Mexikanska kommunistpartiet förbjudits till följd av en stor demonstration. Under Calles inflytande avbröts Mexikos stöd till den revolutionäre upprorsledaren Augusto César Sandino i Nicaragua, strejker förbjöds och den efter revolutionen så viktiga omfördelningen av jord från storgods till bönder upphörde. Fackföreningsrörelsen, tidigare en av grundpelarna för det efterrevolutionära Mexiko, sågs av Calles som alltför påverkat av bolsjevismen och började bekämpas. I början av 1930-talet övervägde Calles till och med att låta regeringen anamma fascistiska ideal och även om det till slut aldrig skedde inspirerades han av ideologin.
Sommaren 1933 tvingades Calles gå med på att den vänsterradikale Lázaro Cárdenas blev PNR:s kandidat i 1934 års presidentval, mot hans förstahandsval Manuel Pérez Treviño som ansågs vara mer trogen de föregående årens auktoritära politik. Eftersom båda potentiella kandidater hade tjänstgjort tillsammans med Calles i armén i Sonora 1915 kunde han dock godkänna även Cárdenas som presidentkandidat, och trodde att han likt förut enkelt skulle kunna styra nästa president som marionett. Föga förvånande vann Lázaro Cárdenas presidentvalet, med över 98 % av rösterna men kort därefter visade sig tydliga skillnader mellan Calles och den nya presidenten. Cárdenas stödde fackföreningarna, vilka Calles sedan länge hade övergivit och börjat betrakta som fiender, samt tolererade att arbetarna strejkade och fördömde till och med Calles brutala metoder för att slå ner strejker. Calles nära band till de högerextrema guldskjortorna, som låg bakom våldsdåd mot kommunister, judar och kineser i landet, fördömdes likaså av den nya presidenten.

## Exil och återvändo
Lázaro Cárdenas utmanövrerade Calles, isolerade honom politiskt, avsatte hans inflytelserika allierade från sina ämbeten och skickade flera av dem i landsflykt. Calles själv arresterades på presidentens order och deporterades slutligen den 9 april 1936 till USA. Väl i USA knöt han kontakter med amerikanska fascistgrupper men förkastade deras antisemitiska och antimexikanska element och han tilläts återvända till Mexiko 1941. Väl i hemlandet höll Calles sig utanför politiken, tonade ner sin tidigare auktoritära profil och uttalade bland annat sitt stöd för Mexikos krigsförklaring mot axelmakterna år 1942. Några månader före sin död i oktober 1945 lär han ha sagt att han trots allt tror på en "högre makt".

### Fotnoter
1. 1 2 3 4 5 6  http://countrystudies.us/mexico/33.htm
2. ↑  Gonzales, Michael J.(2002) The Mexican Revolution, 1910–1940. University of New Mexico Press, Albuquerque. s. 203
3. ↑  Stacy, Lee.(2002) 'Mexico and the United States. Marshall Cavendish Corporation, Tarrytown, New York. s. 124
4. 1 2 3  http://countrystudies.us/mexico/32.htm
5. ↑  Jürgen Buchenau(2007). Plutarco Elias Calles and the Mexican Revolution, Rowman & Littlefield, s. 103
6. ↑  Kirkwood, Burton (2000). The history of Mexico', Greenwood Press, Westport. ss.157–158
7. ↑  John Dwyer (2009). The Agrarian Dispute: The Expropriation of American-Owned Rural Land in Postrevolutionary Mexico, Duke University Press, s.37-39
8. 1 2  Krauze, Enrique (1998). Mexico: biography of power : a history of modern Mexico, 1810–1996, Harper Collins, s. 417-419
9. ↑  Joes, Anthony James (2006). Resisting Rebellion: The History And Politics of Counterinsurgency, University Press of Kentucky, s. 70, ISBN 0-8131-9170-X
10. ↑  Luis González (översättare John Upton) (1982). San José de Gracia: Mexican Village in Transition, University of Texas Press, s. 154
11. ↑  ”Mexico - President”. Globalsecurity.org. https://www.globalsecurity.org/military/world/mexico/president.htm. Läst 5 januari 2019.
12. ↑  Payne, Stanley (1996). A History of Fascism, Routledge, s.342, ISBN 1-85728-595-6
13. ↑  Blamires, Cyprian and Paul Jackson (2006). World fascism: a historical encyclopedia, Volume 1, ABC CLIO, s.148
14. ↑  [https://web.archive.org/web/20140405000701/http://www-gewi.uni-graz.at/jbla/JBLA_Band_43-2006/jbla06_229_254.pdf ”Plutarco Elías Calles and
the Maximato in Revolutionary Mexico: A Reinterpretation”]. Arkiverad från originalet den 5 april 2014. https://web.archive.org/web/20140405000701/http://www-gewi.uni-graz.at/jbla/JBLA_Band_43-2006/jbla06_229_254.pdf. Läst 2 december 2014.
15. ↑  Nohlen, D (2005) Elections in the Americas: A data handbook, Volume I, p472 ISBN 978-0-19-928357-6
16. 1 2  Sherman, John W., The Mexican right: the end of revolutionary reform, 1929-1940, p. 62, Greenwood Publishing Group, 1997
17. ↑  Meyer, Michael C. and William L. Sherman, The Course of Mexican History (5th E. Oxford Univ. Press 1995)
18. ↑  ”MEXICO: Solution Without Blood”. Time. 20 april 1936. Arkiverad från originalet den 7 november 2012. https://web.archive.org/web/20121107130318/http://www.time.com/time/magazine/article/0,9171,848503-2,00.html. Läst 2 december 2014.
19. ↑  Krauze, Enrique. Mexico: Biography of Power, A History of Modern Mexico, 1810–1996. HarperCollins Publishers Inc. New York, 1997, page 436